# Poláchovy stráně - Výří skály
Poláchovy stráně - Výří skály este o arie protejată (arie specială de conservare — SAC, sit de importanță comunitară — SCI) din Republica Cehă întinsă pe o suprafață de 21,85 ha, integral pe uscat.

## Localizare
Centrul sitului Poláchovy stráně - Výří skály este situat la coordonatele 50°05′11″N 16°56′40″E / 50.086389°N 16.944444°E.

## Înființare
Situl Poláchovy stráně - Výří skály a fost declarat sit de importanță comunitară în mai 2016 pentru a proteja 1 specie de plante. Situl a fost protejat și ca arie specială de conservare în septembrie 2018.

## Biodiversitate
Situată în ecoregiunea continentală, aria protejată nu include niciun habitat protejat.
La baza desemnării sitului se află o specie protejată de  plante: papucul doamnei (Cypripedium calceolus).